# 朱利叶斯·阿克塞尔罗德

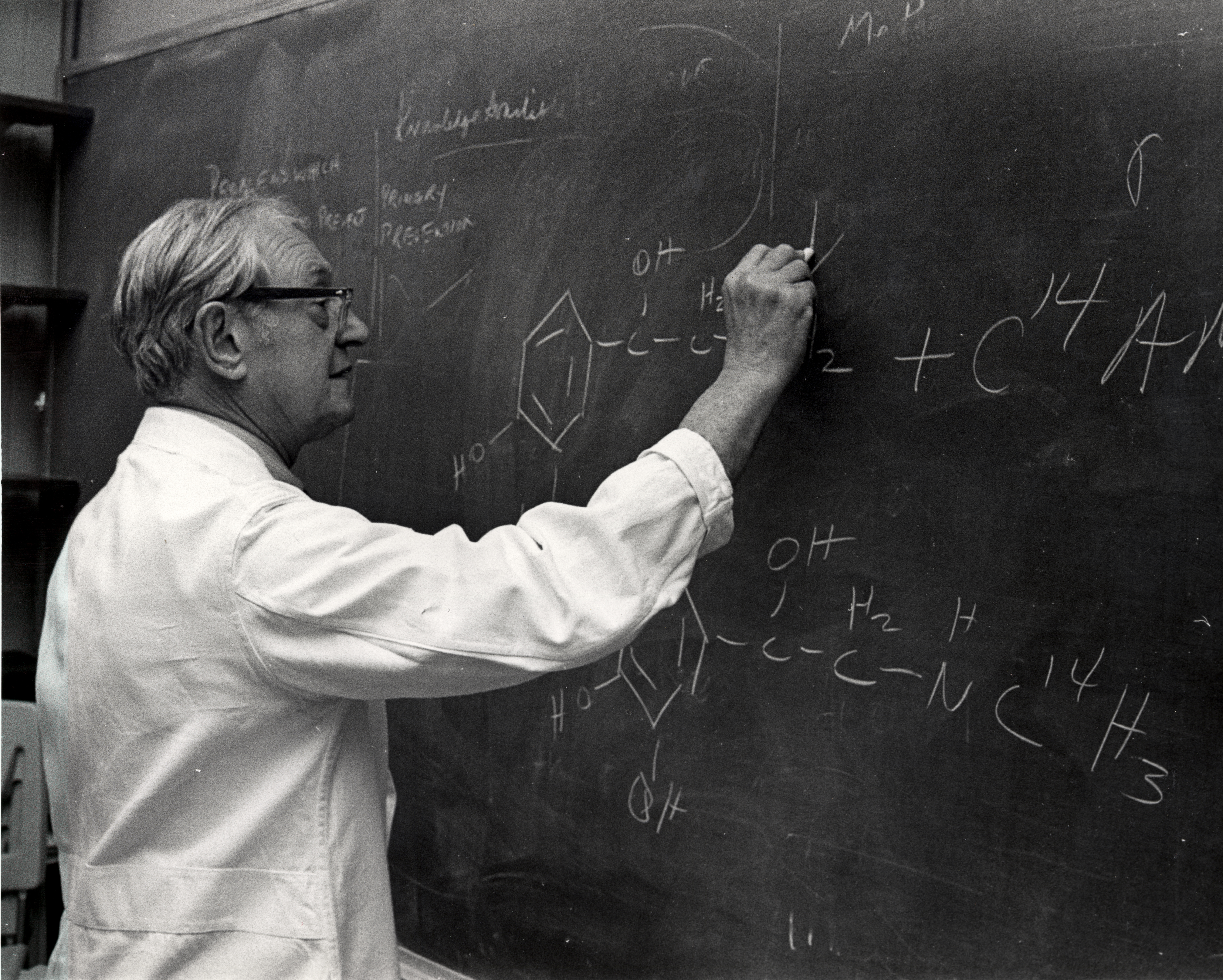
阿克塞尔罗德

朱利叶斯·阿克塞尔罗德（英語：Julius Axelrod，1912年5月30日—2004年12月29日）是一名美国生物化学家。他与伯纳德·卡茨、乌尔夫·冯·奥伊勒一起获得1970年诺贝尔生理学或医学奖。

## 早年和教育
1912年5月30日，朱利叶斯·阿克塞尔罗德出生于纽约曼哈顿下东城的一所冷水公寓中。父亲伊萨多和母亲莫莉都是加利西亚犹太人移民，在纽约相识。伊萨多是为杂货商制作篮子的工人，朱利叶斯小时候经常要在星期六和父亲一起送货。尽管阿克塞尔罗德家并无浓厚的犹太教氛围，朱利叶斯从小学会了意地绪语。每天要上完公立学校后，宗教学校的训练是他必做的功课。

## 研究
止痛剂研究
1946年美国止痛与镇静剂研究所（the Institute for the Study of Analgesic and Sedative Drugs）拨款给纽约市卫生局（New York City Department of Health）研究止痛剂的问题。伯纳德·布罗迪和阿克塞尔罗德被分配研究非阿司匹林类退热剂为何产生高铁血红蛋白症（一种非致命的血液疾病）这一副作用。1948年伯纳德和爱梭罗德发现退热冰的作用归功于它的代谢产物对乙酰氨基酚，因此他们提倡使用对乙酰氨基酚替代退热冰，因为对乙酰氨基酚没有类似退热冰的毒副作用。
儿茶酚胺研究
1949年，阿克塞尔罗德开始在美国国家心脏研究所（美国国家心脏，肺和血液研究所（NHLBI）的前身，国国立卫生研究院（NIH）的一部分）工作。他研究了咖啡因的代谢机制和作用效果，这使他对交感神经系统及其主要神经递质肾上腺素和去甲肾上腺素产生了兴趣。在此期间，阿克塞尔罗德还对可待因，吗啡，甲基苯丙胺和麻黄碱进行了研究，并完成了麦角酸二乙酰胺的一些基础实验。在意识到没有博士学位对自己职业生涯的影响后，他于1954年离开美国国立卫生研究院前往乔治华盛顿大学医学院就读，并他于1955年毕业。一年后，阿克塞尔罗德回到了研究院，开始了他职业生涯中的一些关键研究。
阿克塞尔罗德因其在神经递质肾上腺素和去甲肾上腺素的释放，再摄取和储存方面的工作而获得诺贝尔奖。阿克塞尔罗德于1957年开始研究单胺氧化酶（MAO）抑制剂，发现儿茶酚胺神经递质在释放入突触后不仅仅没有发挥作用，反而被神经递质被突触前神经末梢重新捕获（“再摄取”），并被循环使用。 他得出结论肾上腺素在组织中以非活跃形式储存，并在需要时被神经系统释放。 这项研究为后来的选择性5-羟色胺再摄取抑制剂（SSRI）（如百忧解）奠定了基础，后者可阻止另一种神经递质5-羟色胺的再摄取。
1958年，阿克塞尔罗德还发现并表征了儿茶酚-O-甲基转移酶，该酶与儿茶酚胺的分解有关。
松果体研究
阿克塞尔罗德后来的研究集中在松果体上。 他和他的同事揭示了褪黑激素和神经递质5-羟色胺由色氨酸转化而来，合成和释放的速率与由下丘脑内上交叉眼核驱动的人体昼夜节律保持一致。阿克塞尔罗德及其同事的后续研究表明，褪黑激素在整个中枢神经系统中具有广泛的作用，从而使松果体实现了生物钟的作用。 1971年，他当选为美国人文与科学院院士。此后他继续在美国国立卫生研究院继续从事研究工作，直到2004年去世。

## 外部連結
- 诺贝尔官方网站关于朱利叶斯·阿克塞尔罗德介绍 （页面存档备份，存于）